# 笹木恵水
笹木 惠水（ささき めぐみ、6月2日 - ）は、日本の映画監督。東京都出身。
短編映画監督から出発する。『ハニー・フラッパーズ』は初の長編監督作品となる。

## 経歴
- 日本大学芸術学部卒業
- 2011年　小樽ショートフィルムセッション2011 最優秀賞
- 2012年　第7回札幌国際短編映画祭オフィシャルセレクション 入選・クワトロDシネマ 受賞
- 2013年　第8回札幌国際短編映画祭オフィシャルセレクション 入選

## 監督作品
【短編作品】
- 『－1 ～ロドリゲスの運命～』（2007年）

（デジタル：監督/脚本/編集：オムニバスの中の1本）
- 『夏、アメイロ。』（2008年）

（16㎜：監督/脚本/編集：10分）
- 『窓際ヒーロー』（2009年）

（16㎜：監督/脚本/編集：40分）
- 『さよならボール』（2011年）

（デジタル：監督/脚本/編集：16分）
- 『約束のネイロ』（2011年）

（デジタル：監督/脚本/編集：10分）
　小樽ショートフィルムセッション2011 最優秀賞
　第7回札幌国際短編映画祭2012 オフィシャルセレクション 入選・クワトロDシネマ賞 受賞
- 『Evey Little Dub Step』（2012年）

（PV：監督/編集：5分）
- 『184からの脱却』（2013年）

（デジタル：監督/脚本/編集：10分）
　第8回札幌国際短編映画祭2013 オフィシャルセレクション 入選
- 『sunaie』（2018年）

　小樽ショートフィルムセッション　優秀賞
　第13回札幌国際短編映画祭 入選
- 『つきとたいよう』（2018年）

　BIGMAMAショートフィルムPV 1〜12話

【長編作品】
- 『ハニー・フラッパーズ』（2014年）（監督）

## メイキング作品
- 映画『ぶどうのなみだ』（2014年）
- 映画『サムライフ』（2015年）
- ドラマ『PANIC IN』（2015年）

## 出演
- ラジオ日本『マット安川のエンタ・ラジオ』にて、映画コーナー「ささきめぐみの元気シネマ」を担当（2010年6月 - 2011年3月）。